# Gewone pendelvlieg
De gewone pendelvlieg (Helophilus pendulus) is een insect uit de familie zweefvliegen (Syrphidae). De wetenschappelijke naam van de soort werd als Musca pendula in 1758 gepubliceerd door Carl Linnaeus.

## Uiterlijk
Evenals de andere soorten van het geslacht Helophilus heeft de vlieg zwarte en gele lengtestrepen op het borststuk. Het achterlijf heeft een patroon met gele, zwarte en grijze vlekken. Midden op de kop zit een streep. De lengte van de vleugel is 8,5–11,25 mm. Het dier is door middel van het kleurpatroon van de pootjes en de kale zwarte lengtestreep op het hoofd te onderscheiden van andere Helophilus-soorten. De vlieg lijkt enigszins op de verwante  Helophilus  hybridus en Helophilus trivittatus. 

## Habitat
Deze in Nederland en Europa zeer algemene soort kan van april tot oktober overal op bloemen gevonden worden.  
De vlieg heeft een voorkeur voor vochtige graslanden met enige beschutting (struiken, struwelen, bosrand).
De larven leven in en bij het water van grote meren en rivieren maar ook in gebieden zo klein als sloten, kleine vijvers of modderige plassen. Larven zijn zelfs aangetroffen in natte koeienmest of zeer nat oud zaagsel en leven van detritus. 

## Afbeeldingen

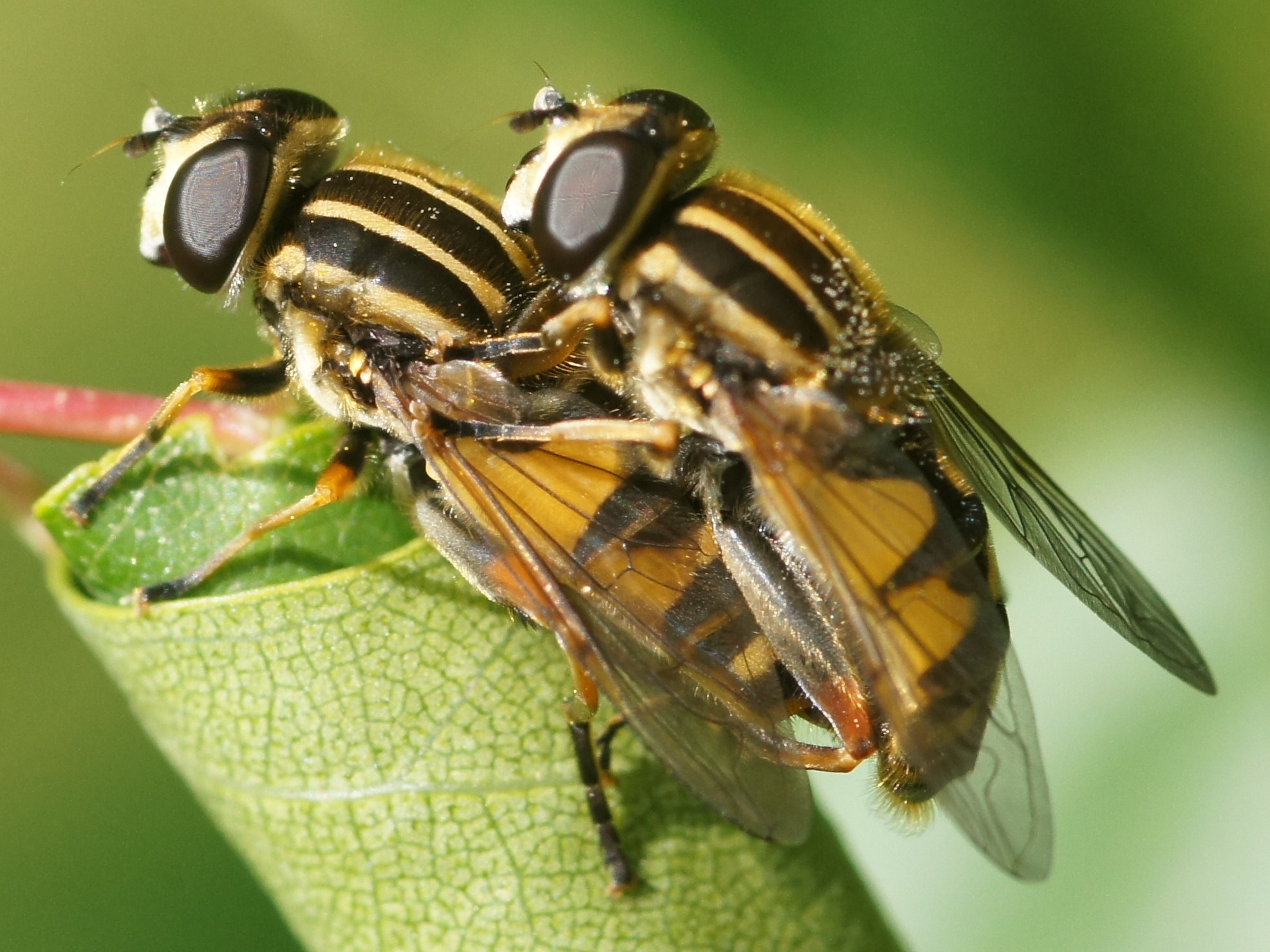
Paring
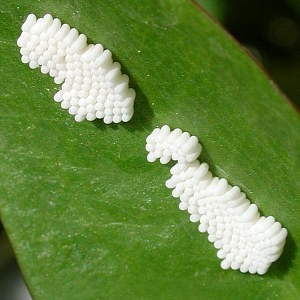
Eitjes
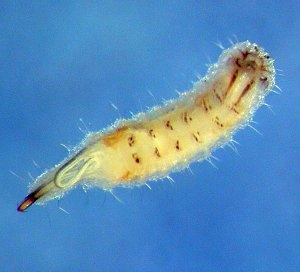
Larve
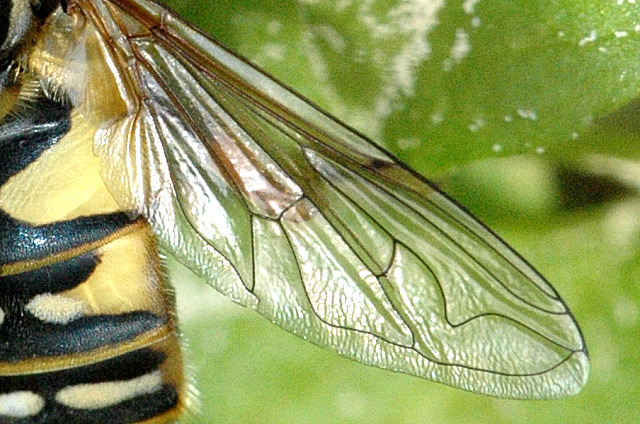
Vleugel detail